# Едвард Гіґґінс Вайт
Едвард Гіґґінс Вайт (англ. Edward Higgins White; 14 листопада 1930, Сан-Антоніо, Техас, США —  27 січня, 1967, Космічний центр імені Кеннеді, Флорида, США) — американський астронавт, інженер, лейтенант ВПС США, перший американець у відкритому космосі (3 червня 1965). Загинув при пожежі під час випробовуваль космічного корабля «Аполлон-1» разом з усім екіпажем — Вірджилом Гріссом і Роджером Чаффі. 1969 року Вайта було посмертно нагороджено медаллю НАСА «За видатні заслуги».

## Життєпис
Народився Едвард Гіґґінс Вайт 14 листопада 1930 року в Сан-Антоніо, Техас. Закінчивши школу, Вайт навчався у Військовій академії у Вест-Пойнті. Отримав у 1952 році ступінь бакалавра, пішов у запас — в чині лейтенанта ВПС США. Пройшов льотну підготовку на базах ВПС у Флориді і Техасі. Три з половиною роки Вайт провів у Німеччині, літаючи на «F-86» і «F-100». 

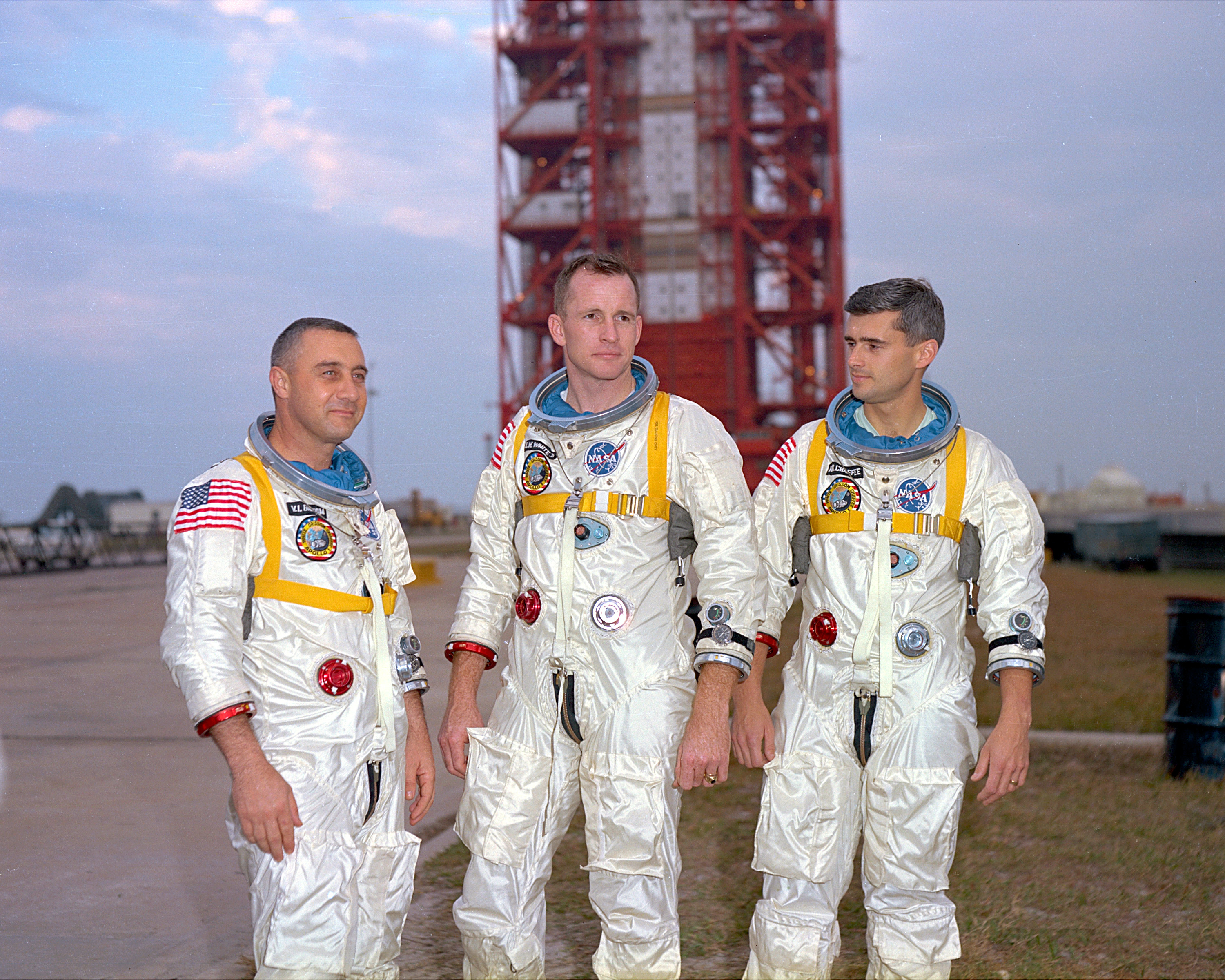
Команда «Аполлон-1»

Едуард Вайт у 1958 році вступив до Мічиганського університету по стипендії ВПС, вивчав авіаційне машинобудування. У 1959 Вайт отримав ступінь магістра.
У 1959 - 1960 роках пройшов підготовку в Школі льотчиків-випробувачів ВПС США на авіабазі Едвардс, штат Каліфорнія. Після закінчення курсів Едвард став одним з пілотів-випробувачів спеціального підрозділу на авіабазі Райт-Паттерсон. Служив льотчиком-випробувачем військово-транспортних літаків.
Вайт був одним з дев'яти кандидатів, відібраних в процесі формування другої команди астронавтів. 3 по 7 червня 1965 року був пілотом корабля «Gemini-4». Тривалість польоту склала 4 доби 1:00 56 хвилин 12 секунд.

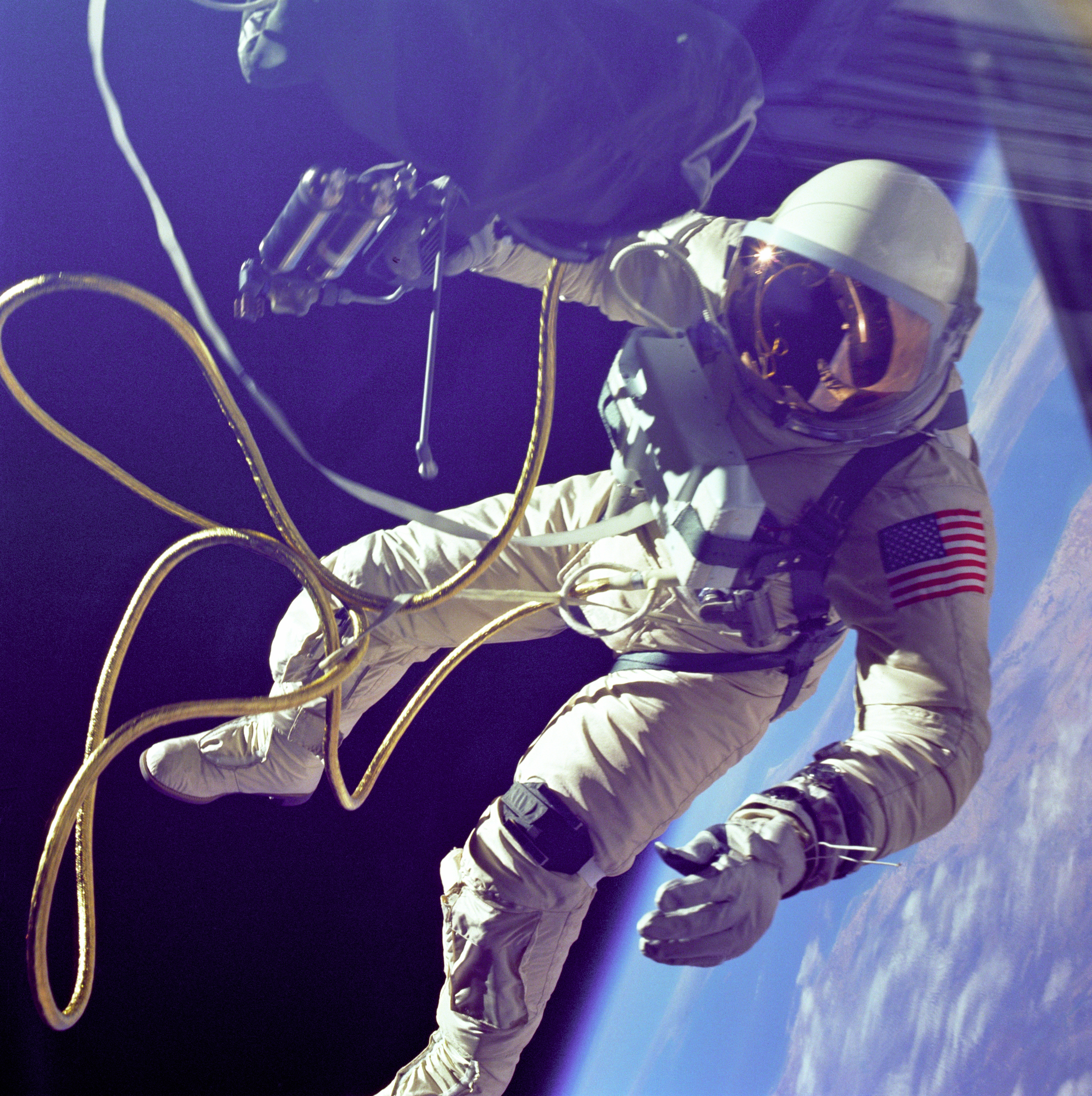

У 1953 році Вайт одружився з Патрицією Фінеган, з котрою познайомився ще в Вест-Пойнті. У Едварда і Патриції було двоє дітей — син Едвард Вайт-третій і дочка Бонні Лінн Вайт.

## Вихід у відкритий космос
Під час польоту на «Джеміні-4» Едвард Вайт першим з американських астронавтів працював у відкритому космосі протягом 36 хвилин. Для маневрування в космосі використовував ручну реактивну установку.

## Пам'ять
Ім'я космонавта увічнено у скульптурі «Полеглий астронавт» на Місяці (1971).